# 유니코드 CJK IME
유니코드 CJK IME는 한중일 문자 처리에 모두 똑같이 쓰이는 기술(특히 한자)을 하나로 묶은 솔루션으로, 한국과학기술정보연구원과 조선민주주의인민공화국의 평양정보센터가 남북 정보 기술 협력 사업의 일환으로 같이 개발했다.
설계는 남측에서, 코딩은 북측에서 한 것으로 전해진다. 한편, 한자 사전 자료는 고려대학교 민족문화연구원이 맡았다. MS IME가 기업 작품이라면 이 IME는 연구소 작품이다.

## 특징
한글, 중국어, 일본어 IME와 러시아 문자 입력기가 한 세트로 개발되었고, 개발 방향 특성에 따라 한자 관련 기능이 MS IME 이상으로 대단히 강력하다. 따라서, 중국어·일본어, 우리 옛글(옛 한글과 한자들) 자료를 많이 입력하는 사람에게 큰 도움이 될 것으로 보인다.
- 유니코드 모든 영역 한자(서러게이트(surrogate) 빼고)에 대해 부수, 획수, 독음 정보를 가지고 있고, 한중일 통합 한자(확장 빼고)는 뜻 정보도 있다.
- 상당히 정교하고 복잡한 각종 보조 입력 도구들이 있다.
- 한글 낱자는 U+3130~U+318F 안에 있는 호환용 낱자가 입력되는 게 아니라 U+1100~U+11FF 안에 있는 첫가끝 자모가 입력된다.
- 겹받침 낱자를 따로 조합할 수 있다.
- 일부 한자는 한어 병음과 일본어 훈독·음독 정보도 있어서 한중일 어느 IME를 쓰든지 이 정보를 볼 수 있다. (다 제각기 자기 영역에서 쓰이므로)
- 한양 PUA 코드를 기반으로 옛 한글 입력을 옵션으로 지정할 수 있다. 여전히 한양 PUA 코드를 쓰는 한/글과 연동하기 좋다.
- 부수나 독음뿐만 아니라 사각호마, 뿌리법, 재춘법(한자 모습을 부호화해 해당 부호로 한자 넣기)으로 한자를 입력할 수 있다.
- 유니코드 모든 영역 문자표와 KSC5601에 따른 문자표를 지원하며, 유니코드 문자를 마우스로 두 번 눌러 코드 번호를 직접 입력해서 문자를 넣을 수 있다.
- 소프트 키보드도 IME 차원에서 지원한다. (MS IME는 TSF 모듈만 지원)
- 낱말 사전을 가지고 있어서 대화 상자를 통해 바뀐 한자를 본문에다 넣을 수 있다.
- 사전을 인터넷으로 업데이트 할 수 있다.

## 단점
- 남북 합작품답게 남북한 표준 글자판을 지원하나, 세벌식은 전혀 지원하지 않는다.
- 제품 이름대로, 유니코드 API로 개발되어 윈도우 2000/XP 계열에서만 쓸 수 있다.
- 구동할 때 여러 DLL들을 불러들인다. 그 가운데는 MFC를 쓰는 것도 있다. IME가 MFC를 쓴다는 건 용량을 많이 쓴다는 뜻이다.
- 조합 윈도가 어절을 조합하는 것처럼 길쭉하다.
- 한글 독음으로 한자를 넣을 때, 백여 글자가 넘는 한자 리스트를 빈도는 생각하지 않고 코드 순으로만 보여 준다.
- TSF 쪽 인터페이스는 지원하지 않기 때문에 윈도우 XP에서 이 IME만 혼자 회색 도구 모음 줄을 따로 띄워 놓는다.
- TSF를 지원하지 않기 때문에 MS IME처럼 직관적으로 한글 낱말을 바로 한자로 바꿀 수는 없다.

## 오류
- 환경 설정에서 ‘옛글 포함’ 옵션을 지정하지 않아도 ㄱ+ㄹ로 ᇃ 받침을 조합할 수 있다. 하지만 ᇃ 받침을 조합했을 때, 도깨비불 현상은 제대로 일어나지만 상식적으로 생각할 수 없는 이상한 글자가 뜬다. ‘옛글 포함’ 옵션을 설정해도 ᇃ 받침 버그는 여전하다. 이는 유니코드에서 종성 ᇂ(U+11C2) 다음에 종성 ᇃ(U+11C3)이 있는 것과 관련이 있는 것으로 보이나 자세한 사항은 알 수 없다.
  - ᄀ+ᅡ+ᇃ=개
  - ᄂ+ᅵ+ᇃ=다
  - ᄒ+ᅵ+ᇃ=힤(U+D7A4)

## 현재 버전
파일 버전 리소스를 보면 4.0 버전이라고 나와 있으나, 이 프로그램이 지금도 계속해서 업데이트와 개발이 되고 있는지는 알려지지 않았다.